# Jan Dvořáček (poslanec Moravského zemského sněmu)

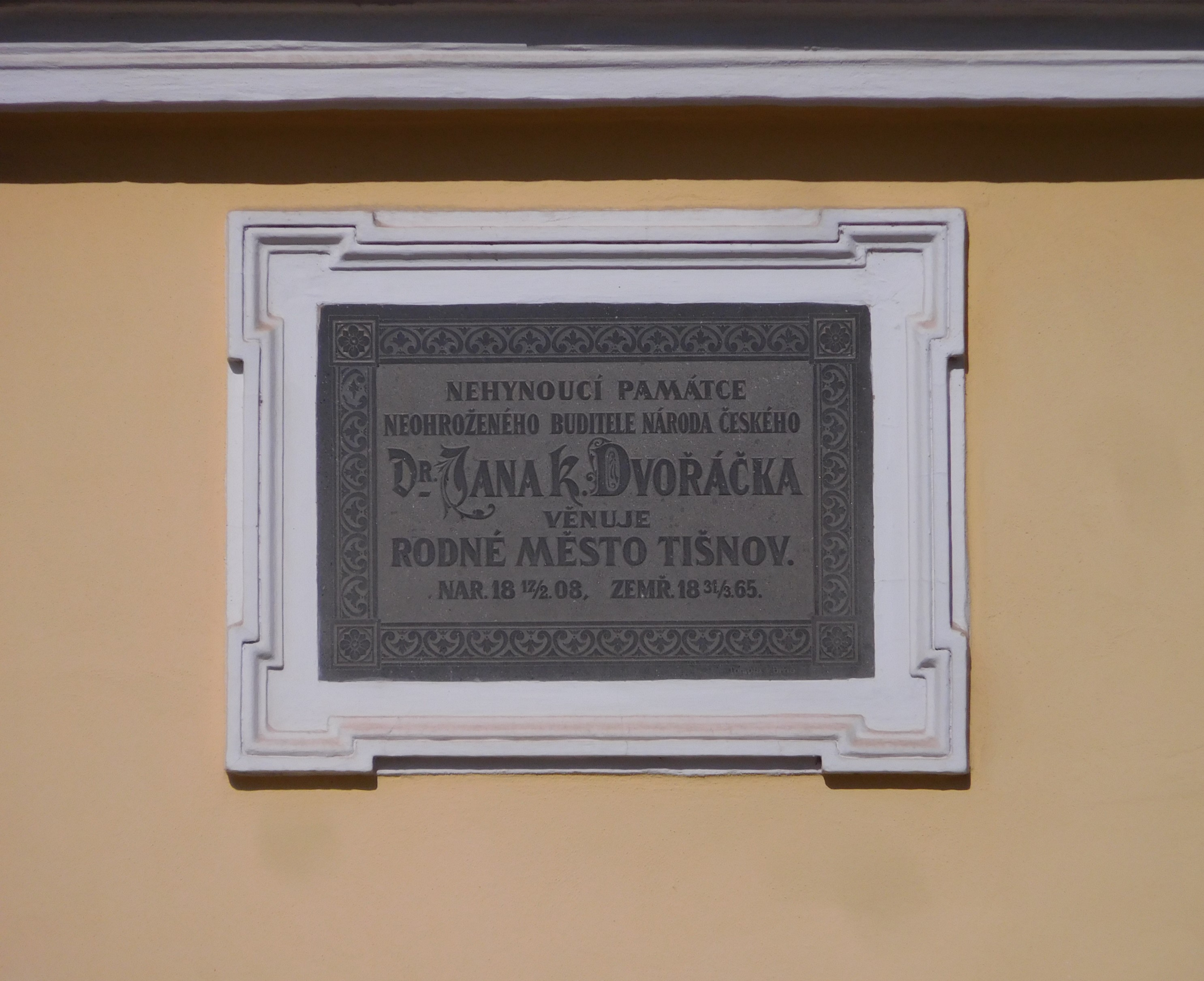
Pamětní deska J. Dvořáčka v Tišnově

Jan Dvořáček (17. února 1808 Tišnov – 31. března 1865 Vídeň), byl rakouský právník a politik české národnosti z Moravy; poslanec Moravského zemského sněmu.

## Biografie
Pocházel z rodiny řezníka. Už mládí se projevoval jako nadaný student. Absolvoval gymnázium a pak vystudoval práva na Karlo-Ferdinandově univerzitě v Praze na Lvovské univerzitě a Vídeňské univerzitě. Během studií se zapojil do vlasteneckých kruhů. Nastoupil jako suplent soudního řádu na Tereziánské akademii ve Vídni. Roku 1842 ho vláda zařadila do poselstva do Ruska, kde se jednalo o uzavření poštovní smlouvy mezi Ruskem a Rakouskem. Obdržel tehdy Řád svaté Anny. Od roku 1843 byl advokátem ve Vídni. Podporoval slovanský spolkový život ve Vídni. Konal časté cesty do slovanských zemí.
Ve Vídni spoluzakládal Slovanskou besedu, záložnu a slovanský pěvecký spolek, kterému předsedal. Zapojil se i do vysoké politiky. Během revolučního roku 1848 byl účastníkem Slovanského sjezdu a místopředsedou sjezdového českoslovanského odboru. V zemských volbách v Čechách roku 1848 ho obvod Vysoké Mýto zvolil na Český zemský sněm. Ten se ale pro revoluční neklid nakonec nikdy nesešel. V zemských volbách roku 1848 na Moravě byl také zvolen na Moravský zemský sněm, kde zastupoval kurii virilistů a velkostatků. Na sněm se dostal jako majitel velkostatku v Maříži. Zastával názor trvalého spojení Moravy a Čech. Odvolával se na listinu Jiřího z Poděbrad nebo na pragmatickou sankci. Svazek obou zemí podle něj neznamenal popření svébytnosti Moravy. V otázce volebního řádu podporoval návrh Egberta Belcrediho a Hugo Salma, aby každým 20 000 obyvatel odpovídal jeden poslanecký mandát na sněmu.
Do politiky se vrátil po obnovení ústavního systému vlády. V zemských volbách 1861 se opět stal poslancem Moravského zemského sněmu, za kurii venkovských obcí, obvod Olomouc, Prostějov, Plumlov. Poslancem byl až do své smrti roku 1865. Byl jediným velkostatkářem, který uspěl v kurii venkovských obcí. 20. dubna 1861 na sněmu vyslovil souhlas s tím, že do Moravského zemského výboru usedlo šest nejschopnějších advokátů. Patřil mezi poslance české federalistické strany (Moravská národní strana, staročeská).
Zemřel náhle ve Vídni v březnu 1865. Na sklonku života trpěl neduhem na prsou.